# Municipal District of Smoky River No. 130
Der Municipal District of Smoky River No. 130 ist einer der 63 „municipal districts“ in Alberta, Kanada. Der Verwaltungsbezirk liegt in der Region Nord-Alberta und gehört zur „Census Division 19“. Er wurde zum 18. Dezember 1913 eingerichtet (incorporated als „Large Local Improvement Districts 766, 795, 796 and 767“) und sein Verwaltungssitz befindet sich in Falher.
Der Verwaltungsbezirk ist für die kommunale Selbstverwaltung in den ländlichen Gebieten sowie den nicht rechtsfähigen Gemeinden, wie Dörfern und Weilern und ähnlichem, zuständig. Für die Verwaltung der Städte (City) und Kleinstädte (Town) in seinen Gebietsgrenzen ist er nicht zuständig.

## Lage
Der „Municipal District“ liegt im zentralen Westen, am Rand des Peace River Country, in der kanadischen Provinz Alberta. Das Zentrum des Bezirks wird durch die Kreuzung des in Nord-Süd-Richtung verlaufendem Alberta Highway 2 mit dem in Ost-West-Richtung verlaufendem Alberta Highway 49 gebildet. Der Smoky River bildet einen Teil der Westgrenze des Bezirks, während am Ostrand der Kimiwan Lake und der Winagami Lake liegen. Durch den Süden des Bezirks mäandert sich der Little Smoky River.
|                    | Northern Sunrise County                     |                  |
| Birch Hills County | Kompassrose, die auf Nachbargemeinden zeigt | Big Lakes County |
|                    | Municipal District of Greenview No. 16      |                  |

## Bevölkerung
| Jahr | Erhebung          | Einwohner | Änderung | Fläche (km²) | Bev.-dichte (EW/km²) |
| ---- | ----------------- | --------- | -------- | ------------ | -------------------- |
| 2016 | Volkszählung 2016 | 2023      | - 4,8 %  | 2840,14      | 0,7                  |
| 2011 | Volkszählung 2011 | 2126      | - 12,9 % | 2842,59      | 0,7                  |

## Gemeinden und Ortschaften
Folgende Gemeinden liegen innerhalb der Grenzen des Verwaltungsbezirks:
- Stadt (City): keine
- Kleinstadt (Town): Falher, McLennan
- Dorf (Village): Donnelly, Girouxville
- Weiler (Hamlet): Guy, Jean Cote

Außerdem bestehen noch weitere, noch kleinere Ansiedlungen.